# Station Earlsfield
Earlsfield is een spoorwegstation van National Rail in Wandsworth in Engeland. Het station is eigendom van Network Rail en wordt beheerd door South Western Railway. 